# NGC 1665
NGC 1665 is een lensvormig sterrenstelsel in het sterrenbeeld Eridanus. Het hemelobject werd op 5 oktober 1785 ontdekt door de Duits-Britse astronoom William Herschel.

## Synoniemen
- PGC 16044
- MCG -1-13-9
- NPM1G -05.0218